# Raymond Roche
Raymond Roche (Ollioules, 21. februar 1957) er en tidligere fransk motorcykelkører.
I 1990 vandt han på en Ducati 851 vm-titlen i superbike world championship. I løbet af sin karriere var han også kendt som "Raymond le rapide".